# Рамуштепа
Ра́муш, ныне известен как Рамуштепа́ — древний согдийский город, руины которого находятся в Джандарском районе Бухарской области Узбекистана, к западу от города Бухара. Название города Рамуш упоминают в своих трудах средневековые учёные Наршахи, Нишапури и Бируни. Руины данного древнего ныне представляют собой три небольших возвышенности или холма. Центральная возвышенность именуется «Шайхи калон», западная — «Гули санг», восточная — «Ходжа Рамуш». 
В 1973 году руины Рамуша были изучены зеравшанским археологическим отрядом института археологии Академии наук Узбекистана во главе с Р. Х. Сулеймановым. Была изучена в основном западная возвышенность «Гули санг». В ходе раскопок были найдены ряд артефактов, большое количество глиняных принадлежностей.